# La Garenne-Colombes
La Garenne-Colombes je severozahodno predmestje Pariza in občina v osrednjem francoskem departmaju Hauts-de-Seine regije Île-de-France. Leta 2011 je imelo naselje 28.297 prebivalcev.
Naselje je navadno imenovano zgolj La Garenne, z vzdevkom "petit Neuilly".

## Administracija
La Garenne-Colombes je sedež istoimenskega kantona, slednji je vključen v okrožje Nanterre.

## Zgodovina
Sama občina je bila ustanovljena 2. maja 1910 z izločitvijo dela ozemlja od občine Colombes, čeprav je bila sama urbanizacija naselja veliko zgodnejša. Kraj je bil omenjen že leta 1240 kot "La Garenne dépendant de Colombes" (La Garenne odvisen od Colombesa).

## Pobratena mesta
- Clarksville (Indiana, ZDA),
- Valpaços (Portugalska),
- Wangen im Allgäu (Nemčija),
- Yoqneam (Izrael).